# Línea SE856 (EMT Madrid)
El Servicio Especial (S.E.) codificado como SE856 de la EMT de Madrid unió Feria de Madrid con Plaza de Castilla las noches del 29 de septiembre al 1 de octubre de 2023.

## Historia
La primera vez que se usó la numeración «856» para un servicio especial fue la noche del 16 al 17 de septiembre de 2023, y las noches del 22 al 24 de septiembre de 2023, para facilitar los desplazamientos de vuelta desde diversos festivales celebrados en el recinto ferial de IFEMA.

## Características
Esta línea unió sin paradas Feria de Madrid con Plaza de Castilla, para facilitar los desplazamientos de vuelta desde el Festival Madrid Salvaje, celebrado en el recinto ferial de IFEMA.

### Frecuencias
| Noche del 29 al 30 de septiembre           |                  |
| De 0ː30 a 3ː00                             | cada 6-9 minutos |
| Noche del 30 de septiembre al 1 de octubre |                  |
| De 1ː00 a 4ː00                             | cada 6-9 minutos |

## Paradas
| Código | Parada                         | Conexiones con Metro | Otros                                                  |
| ------ | ------------------------------ | -------------------- | ------------------------------------------------------ |
| 5827   | Feria de Madrid                | Feria de Madrid      |                                                        |
| 5602   | Plaza de Castilla (dársena 41) | Plaza de Castilla    | Líneas N22, N23 y N24 · Cabecera de búhos interurbanos |